# Forsteronia myriantha
Forsteronia myriantha es una especie de bejuco perteneciente a la familia de las apocináceas. Es originaria de América tropical.

## Distribución y hábitat
Se distribuye desde México a Panamá en Belice, Costa Rica, El Salvador, Guatemala, Honduras, Panamá, Bolivia, Colombia, Ecuador y Perú. En Nicaragua es poco común, se encuentra en bosques perennifolios de la zona atlántica en alturas de  0–100 metros. La floración se produce en mayo–abril.

## Descripción
Son bejucos leñosos. Las hojas son elípticas a oblongo-elípticas de 3.5–10 cm de largo y 1.5–5 cm de ancho, el ápice más o menos acuminado, la base aguda a obtusa o redondeada, glabras o ligeramente pubérulas en el envés, con glándulas en la base del nervio principal. La inflorescencia casi tan ancha como larga, el raquis central bien desarrollado; los sépalos ovados de 1 mm de largo; el tubo de la corola de 1 mm de largo, los lobos de 2.5 mm de largo. Los folículos de 21–25 cm de largo y 5 mm de ancho, glabros.

## Taxonomía
El género fue descrito por John Donnell Smith y publicado en Botanical Gazette 27(6): 435. 1899.
Variedades
- Forsteronia myriantha subsp. galbina (Woodson) B.F.Hansen, ined..
  - Sinónimos:
  - Forsteronia galbina Woodson, Ann. Missouri Bot. Gard. 22: 198 (1935).
- Forsteronia myriantha subsp. myriantha.[1]